# Cueva de la Victoria
La cueva de la Victoria es una cueva situada en el municipio de Rincón de la Victoria en la provincia de Málaga, España. Junto con la cueva del Higuerón y otros abrigos forma un sistema de cavidades prehistóricas considerado como Bien de Interés Cultural desde 1985.

## Historia
El Arte Rupestre Paleolítico de la Cueva de la Victoria pertenece al período Solutrense y se caracteriza por signos asociados a un zoomorfo en pintura roja, y distribución espacial que comprende todos los ámbitos de la cavidad. Por otra parte, la fenomenología esquemática de la cueva de la Victoria constituye un capítulo prioritario en el marco de la relación entre ciencia y sociedad: la Sala del Dosel contiene 98 elementos figurativos, la mayoría de los cuales se distribuyen en el Panel Dosel, superficie parietal con una extensión próxima a los 30 m. Es uno de los focos esquemáticos más importantes del entorno, al tiempo que estación fundamental en cuanto a difusión de la prehistoria.
Se puede observar una pequeña reproducción de su interior en el Parque Arqueológico del Mediterráneo, también en la misma localidad.
A principios de junio de 2017, en un acto de vandalismo, se descubrieron rayaduras y grafitis sobre las paredes y las pinturas rupestres de la cueva, tras descubrir que la entrada había sido forzada y habían ocupado las salas de la cavidad.